# Ischnocoris
Ischnocoris is een geslacht van wantsen uit de familie bodemwantsen (Lygaeidae). Het geslacht werd voor het eerst wetenschappelijk beschreven door Franz Xaver Fieber in 1860.

## Soorten
Het genus bevat de volgende soorten:

- Ischnocoris angustulus (Boheman, 1852)
- Ischnocoris bureschi Josifov, 1976
- Ischnocoris claripes Muminov, 1967
- Ischnocoris flavipes Signoret, 1865
- Ischnocoris hemipterus (Schilling, 1829)
- Ischnocoris laticeps Saunders, E., 1893
- Ischnocoris latiusculus Noualhier, 1893
- Ischnocoris mundus (Walker, 1872)
- Ischnocoris punctulatus Fieber, 1861